# Niedersachsentarif

Logo Niedersachsentarif

Der Niedersachsentarif ist ein im Schienenpersonennahverkehr von Niedersachsen, Bremen und Hamburg gültiger Beförderungstarif, der am 9. Juni 2013 eingeführt wurde. Er löste damit als Dachtarif den vorher auf den Verbindungen innerhalb seines Geltungsbereiches gültigen DB-Tarif im Nahverkehr ab.

## Geltungsbereich
Der räumliche Geltungsbereich des Niedersachsentarifs erstreckt sich auf den Schienenpersonennahverkehr im gesamten Land Niedersachsen. Weiterhin gilt der Tarif in den Ländern Bremen und Hamburg. Einbezogen sind auch einige Streckenabschnitte weiterer Bundesländer:
- Nordrhein-Westfalen:
  - Salzbergen–Rheine–(Münster / Osnabrück)
  - Natrup-Hagen–Münster
  - Dissen-Bad Rothenfelde–Bielefeld
  - (Leese-Stolzenau / Bückeburg)–Minden–Löhne–Herford–Bielefeld
  - Melle–Bünde–Herford–Bielefeld
  - Melle–Bünde–Löhne–Minden–Bückeburg
  - Rinteln–Löhne–Bünde
  - Bad Pyrmont–Paderborn
  - Bohmte–Lemförde (ohne Zwischenhalt in NRW)
  - Lauenförde-Beverungen–Ottbergen
- Hessen:
  - Lauenförde-Beverungen–Bad Karlshafen–Bodenfelde–Vernawahlshausen–Offensen
  - Friedland–Eichenberg–Hedemünden
- Schleswig-Holstein (HVV Tarifringe A und B):
  - Hamburg–Wedel / Prisdorf / Tanneneck / Ahrensburg-Gartenholz / Reinbek

Zu den Nachbarländern Sachsen-Anhalt und Thüringen endet der Geltungsbereich am jeweils letzten Bahnhof vor der Landesgrenze, ebenso in Echem (nach Schleswig-Holstein) und Speele (nach Hessen, nur in Richtung Kassel). Nach Brandenburg und Mecklenburg-Vorpommern besteht kein grenzüberschreitender Bahnverkehr. Die Bahnstrecke Bünde–Bassum (RB 71 NRW) ist nicht Teil des Niedersachsentarifs, obwohl sie ausschließlich von enthaltenen Strecken umschlossen ist, darunter auch der gesamte restliche Zuglauf der RB 71 (Bünde–Herford).
Anwendung findet dieser Gesamtbereich nur für relationsbezogene Fahrkarten und die Fahrradtageskarte Niedersachsentarif. Der Geltungsbereich des Niedersachsen-Tickets als einem Fahrkartenangebot des Niedersachsentarifs weicht auf einigen Strecken außerhalb Niedersachsens davon ab. Zusätzlich können relationsbezogene Fahrkarten des Niedersachsentarifs seit dem 14. Januar 2018 auch bis nach Hengelo in den Niederlanden erworben werden.
Der Niedersachsentarif ist grundsätzlich nur anzuwenden bei Fahrten auf Strecken, die nicht vollständig im Geltungsbereich eines regionalen Verkehrsverbundes mit SPNV-Integration liegen, die über deren Geltungsbereich hinausgehen oder die in verschiedenen Verkehrsverbünden bzw. Tarifgemeinschaften beginnen und enden.
Im sonstigen öffentlichen Personennahverkehr abseits der Schiene bzw. im Anschluss daran bietet der Niedersachsentarif ein nahezu umfassendes, flächendeckendes Angebot für die sogenannte Anschlussmobilität für relationsbezogene Fahrkarten. Dafür kooperiert die Niedersachsentarif GmbH mit einer Vielzahl von verschiedenen regionalen Verkehrsverbünden und Tarifgemeinschaften, wie z. B. dem Großraum-Verkehr Hannover oder den Öffis in Hameln.

### Verbünde und Tarifgemeinschaften
Im Geltungsbereich liegen folgende regionale Verbünde und Tarifgemeinschaften, die mit dem Niedersachsentarif kooperieren (durch die Anschlussmobilität oder Anerkennung des Niedersachsen-Tickets):
a) mit Anerkennung sowohl der Anschlussmobilität als auch des Niedersachsen-Tickets in allen öffentlichen Verkehrsmitteln:
- Verkehrsgemeinschaft Grafschaft Bentheim (VGB)
- Verkehrsverbund Bremen/Niedersachsen (VBN)
- Verkehrsverbund Region Braunschweig (VRB)
- CeBus im Landkreis Celle
- Verkehrsverbund Ems-Jade (VEJ) in den Landkreisen Aurich, Friesland, Leer, Wittmund und den Städten Emden und Wilhelmshaven
- Hamburger Verkehrsverbund (HVV) außerhalb Niedersachsens nur in den Tarifringen AB
- Verkehrsgesellschaft Hameln-Pyrmont (VHP/„Öffis“)
- Großraum-Verkehr Hannover (GVH)
- Regionalverkehr und Stadtverkehr Hildesheim (ROSA)
- Verkehrsgesellschaft Landkreis Nienburg (VLN)
- Verkehrsgemeinschaft Nordost-Niedersachsen (VNN) in den Landkreisen Cuxhaven, Heidekreis, Lüchow-Dannenberg, Rotenburg (Wümme) und Uelzen
- Verkehrsgemeinschaft Osnabrück (VOS)
- Verkehrsverbund Süd-Niedersachsen (VSN)
- Verkehrsgemeinschaft Landkreis Vechta (VGV)
- Verkehrsgemeinschaft Landkreis Cloppenburg (VGC)
- Busverkehr/Tarifgemeinschaft Emsland-Mitte/Nord (BVE/TGE) und Verkehrsgemeinschaft Emsland-Süd (VGE)
- mycity in der Stadt Uelzen

b) ohne Anerkennung des Niedersachsen-Tickets außerhalb des Schienenpersonennahverkehrs:
- Nordhessischer Verkehrsverbund (NVV) in Bad Karlshafen, Eichenberg, Gertenbach, Vernawahlshausen und Witzenhausen.

Im Übergangsbereich zu Nordrhein-Westfalen liegen außerdem Teile des Westfalentarifs.
Eine Besonderheit gibt es im Landkreis bzw. in der Stadt Osnabrück. Hier gelten der VOS-Tarif und die Fahrkarten des Niedersachsentarifs wie folgt:
- Im Busverkehr von Stadt und Landkreis Osnabrück gilt der VOS-Tarif.
- In den Bussen von Stadt und Landkreis Osnabrück gilt darüber hinaus seit dem 1. August 2023 das TagesTicket BusBahn des Niedersachsentarifs für Fahrten in der Stadt und im Landkreis Osnabrück auf einer festgelegten Strecke bis max. 30 km bzw. max. 50 km. Dieses Tagesticket ist für die kombinierte Nutzung von Bussen und Nahverkehrszügen innerhalb des Landkreises Osnabrück mit bis zu fünf     zahlenden Reisenden inklusive bis zu drei kostenlos mitfahrenden Kindern zwischen 6 und 14 Jahre erhältlich.
- Mit dem Niedersachsen-Ticket können alle Busse der VOS im gesamten Verkehrsgebiet von Stadt und Landkreis Osnabrück genutzt werden.
- Bei Bus- und Bahnfahrten zwischen der Stadt Osnabrück/südlichem Landkreis und dem WestfalenTarif-Raum gilt der Westfalentarif.

### Gültigkeit im Fernverkehr der Deutschen Bahn
Der Niedersachsentarif kann seit 15. Dezember 2013 auch auf der IC/EC-Verbindung von Bremen über Emden nach Emden Außenhafen und Norddeich Mole der Deutschen Bahn genutzt werden. Dies gilt auch für Fahrten mit dem Niedersachsen-Ticket. Die IC-/EC-Züge erhalten im Codesharing neben ihrer IC- bzw. EC-Zugnummer eine zusätzliche RE-Zugnummer. Andere Fernrelationen sind davon ausdrücklich ausgenommen. Für die Fahrradmitnahme wird pro Rad eine Fahrradtageskarte Niedersachsentarif sowie eine Stellplatzreservierung DB benötigt.

## Fahrkarten

### Relationsbezogene Fahrkarten
Die Fahrpreise relationsbezogener Fahrkarten im Niedersachsentarif werden kilometergenau berechnet. Die Fahrscheine gelten jeweils ausschließlich für die auf der Fahrkarte genannte Relation. Die Nutzung weiterer, parallel laufender Strecken ist damit nicht möglich.
Das Angebot relationsbezogener Fahrkarten mit einer Gültigkeit von bis zu einem Tag umfasst:
- Einzelfahrkarten
- Hin- und Rückfahrkarten
- Spar-Ticket (einfache Fahrt seit 14. Juni 2020, Hin- und Rückfahrt seit 12. Dezember 2021)
- Fahrscheine für Kinder
- Gruppenfahrkarten (ab sechs Personen).

Beim Kauf von Einzel, Hin- und Rückfahrkarten mit einer gültigen BahnCard 25 oder 50 wird der jeweilige Preisrabatt gewährt. Dagegen ist die Gutschrift von bahn.bonus-Punkten beim Kauf nicht möglich.

#### Anschlussmobilität
Die sogenannte Anschlussmobilität berechtigt im Vor- und Nachlauf einer Einzel- und Rückfahrkarte, beim Spar-Ticket und bei relationsbezogenen Gruppentickets jeweils zu einer einzelnen Fahrt im örtlichen ÖPNV. Die Gültigkeit ist dabei in der Regel auf das Stadtgebiet oder die Gemeinde begrenzt. Seit dem 9. Dezember 2018 ist das Angebot in der Fahrkarte des Niedersachsentarifs inbegriffen. Zuvor handelte es sich lediglich um eine in das Ticket integrierte, aufpreispflichtige Fahrkarte des jeweiligen Verkehrsverbunds.
Eine Gültigkeit im Schienenpersonennahverkehr besteht nicht, anders als beim ähnlichen City-Ticket des DB-Tarifs, auch wenn sich innerhalb des örtlichen Geltungsbereiches mehrere Bahnhöfe befinden.

#### Spar-Ticket
Für Fahrten bis 50 km existiert seit 14. Juni 2020 ein Spar-Ticket, das seit 15. Dezember 2024 jeweils 7 Euro kostet. Es ist nahezu identisch mit einer normalen Einzelfahrkarte im Niedersachsentarif. 

### Niedersachsen-Ticket
Das als Niedersachsen-Ticket bezeichnete Länderticket für Niedersachsen ist ein Fahrkartenangebot des Niedersachsentarifs. Mit dem Niedersachsen-Ticket können alle Nahverkehrszüge in Niedersachsen, Bremen und Hamburg am Geltungstag beliebig oft genutzt werden. Der Geltungsbereich deckt sich dabei größtenteils mit dem Gesamtbereich des Niedersachsentarifs, es gibt jedoch einige Abweichungen bei Fahrtstrecken nach Nordrhein-Westfalen und Hessen.
So ist das Niedersachsen-Ticket zusätzlich auf folgenden Streckenabschnitten gültig:
- Holzminden–Ottbergen.

Dagegen sind diese Abschnitte nicht im Geltungsbereich enthalten:
- Natrup-Hagen–Münster
- Dissen-Bad Rothenfelde–Bielefeld
- Herford–Bielefeld
- Bad Pyrmont–Paderborn.

Das Niedersachsen-Ticket gilt für die Verbindung Osnabrück–Münster folglich nur über Rheine, alternativ stehen für die direkte Verbindung über Natrup-Hagen die TagesTickets des Westfalentarifs oder das „SchönerTagTicket NRW“ (mit Gültigkeit auch im Stadtbus Osnabrück) zur Verfügung. Da das Niedersachsen-Ticket auch die über hessisches Gebiet führende Bahnstrecke bis Staufenberg (Haltepunkt Speele) einbezieht, reicht von dort aus ein Stadtticket Kassel plus als Ergänzung, um die Großstadt Kassel zu erreichen. Weiterhin gilt das Niedersachsen-Ticket seit dem 14. Januar 2018 auch von Bad Bentheim weiter über Oldenzaal bis nach Hengelo. Als weitere Option für den grenzüberschreitenden Verkehr bis in die Niederlande wird über Winschoten bis nach Groningen das Niedersachsen-Ticket plus Groningen angeboten. Vom 14. Juni 2020 bis 30. März 2021 gab es das Niedersachsen-Ticket plus Nordhausen, das auch die ansonsten fehlenden Halte der Südharzstrecke nach Nordhausen umfasste. Dieses Angebot ging am 1. April 2021 im Niedersachsen-Ticket plus Ostharz auf, mit dem z. B. Wernigerode, Quedlinburg, Blankenburg, Halberstadt, Nordhausen und andere Orte in Sachsen-Anhalt und Thüringen mit den Nahverkehrszügen (DB Regio bzw. Abellio) erreichbar sind.
Im Öffentlichen Personennahverkehr gilt das Niedersachsen-Ticket überall in Niedersachsen und Bremen sowie in den HVV-Ringen AB, die die gesamte Hansestadt Hamburg sowie einzelne Orte in Schleswig-Holstein umfassen. Vor dem 9. Dezember 2018 galt es nur in ausgewählten regionalen Verkehrsverbünden und Tarifgemeinschaften, danach in fast ganz Niedersachsen, Bremen und Hamburg, mit Ausnahme der Landkreise Emsland, Osnabrück (außer Tarifzone 100 der Verkehrsgemeinschaft Osnabrück) und Schaumburg. Seit dem 15. Dezember 2019 nehmen auch diese Landkreise teil. In Groningen (NL) (mit dem Niedersachsen-Ticket plus Groningen), Teilen von Nordrhein-Westfalen und Hessen sowie einem Teil von Thüringen und Sachsen-Anhalt (mit dem Niedersachsen-Ticket plus Ostharz) gilt das Ticket weiterhin nur auf den ausgewiesenen Schienenstrecken.
Die Tickets gibt es für bis zu fünf zahlende Reisende. Zusätzlich können mit jedem Niedersachsen-Ticket bis zu drei Kinder von 6 bis 14 Jahren mitgenommen werden; bei diesen muss es sich nicht um eigene Kinder oder Enkel handeln. Fahren mehr als drei Kinder bis 14 Jahre mit, gelten diese als zahlende Mitreisende. Kinder unter 6 Jahren fahren generell kostenlos mit. Die Kindermitnahme ist somit seit dem 11. Juni 2017 nicht mehr analog zu den Ländertickets anderer Bundesländer oder dem Quer-durchs-Land-Ticket des DB-Tarifs geregelt.
Das Niedersachsen-Ticket galt in der Vergangenheit bis 9. Dezember 2023 montags bis freitags ab 9 Uhr bis 3 Uhr des Folgetages. An Samstagen, Sonntagen, den niedersächsischen Feier- und Sommerferientagen sowie am 24. Dezember und 31. Dezember galt das Ticket bereits ab 0 Uhr. Seit 10. Dezember 2023 ist die bisherige 9-Uhr-Grenze bei Fahrten von Montag bis Freitag aufgehoben. Somit sind die Niedersachsen-Tickets an jedem Tag rund um die Uhr gültig, also am Geltungstag ab 0 Uhr bis 3 Uhr des Folgetages. Im Wochenendverkehr gilt das Niedersachsen-Ticket des Vortages in einigen speziell ausgewiesenen Nachtzügen auch nach 3 Uhr.
Der Preis des Niedersachsen-Tickets wurde am 9. Dezember 2018 zum ersten Mal seit Einführung des Niedersachsentarifs erhöht und betrug für eine Person 24 Euro zuzüglich jeweils 5 Euro für jede weitere Person (Preiserhöhung um jeweils 1 Euro). Am 14. Juni 2020 sank der Preis für die erste Person aus steuerlichen Gründen wieder auf 23 Euro. Am 12. Dezember 2021 wurde der Grundpreis um 1 Euro auf 24 Euro erhöht, der Mitfahrerpreis blieb bei jeweils 5 Euro. Dies galt auch für das Niedersachsen-Ticket plus Groningen, das seit 12. Dezember 2021 30 Euro (zuzüglich 6,50 Euro pro Mitfahrer) kostete und das Niedersachsen-Ticket plus Ostharz, für das der Grundpreis von 33 Euro (zuzüglich 9 Euro pro Mitfahrer) anfiel. Am 11. Dezember 2022 wurden die Preise für den Ticketinhaber und den ersten Mitreisenden um je 1 Euro erhöht. Somit kostete das Niedersachsen-Ticket 25 Euro, 6 Euro für den ersten zahlenden Mitfahrer und wie bisher je 5 Euro für den zweiten bis vierten zahlenden Mitfahrer. Das Niedersachsen-Ticket plus Groningen kostete 31 Euro, 7,50 Euro für den ersten zahlenden Mitfahrer und wie bisher je 6,50 Euro für den zweiten bis vierten zahlenden Mitfahrer. Das Niedersachsen-Ticket plus Ostharz kostete 34 Euro, 10 Euro für den ersten zahlenden Mitfahrer und wie bisher je 9 Euro für den zweiten bis vierten zahlenden Mitfahrer. Am 10. Dezember 2023 wurden die Preise um 2 Euro für den Ticketinhaber und jeweils einen Euro für die Mitfahrer angepasst. Seitdem kostete das Niedersachsen-Ticket 27 Euro, 7 Euro für den ersten Mitfahrer und 6 Euro für den zweiten bis vierten Mitfahrer. Das Niedersachsen-Ticket plus Groningen kostete seitdem 33 Euro, 8,50 Euro für den ersten Mitfahrer und jeweils 7,50 Euro für die weiteren Mitfahrer. Das Niedersachsen-Ticket plus Ostharz kostete seitdem 36 Euro, 11 Euro für den ersten Mitfahrer und jeweils 10 Euro für die weiteren Mitfahrer. Seit der Tarifanpassung am 15. Dezember 2024 kostet das Niedersachsen-Ticket für den ersten Mitfahrer 28 Euro und für die vier weiteren Mitfahrer jeweils 7 Euro. Das Niedersachsen-Ticket plus Groningen kostet seit 15. Dezember 2024 für den ersten Mitfahrer 34 Euro und für die vier weiteren Mitfahrer jeweils 8,50 Euro. Und das Niedersachsen-Ticket plus Ostharz kostet seit 15. Dezember 2024 für den ersten Mitfahrer 39 Euro und für die vier weiteren Mitfahrer jeweils 11 Euro.
Ein Aufschlag von 2 Euro pro Ticket, der im personalbedienten Verkauf erhoben wurde, ist seit 15. Dezember 2019 aufgehoben. Anstelle von Personen darf ein Hund mitgenommen werden. Für die Mitnahme von Fahrrädern ist zusätzlich pro Fahrrad eine Fahrradtageskarte Niedersachsentarif zu lösen. Gegebenenfalls sind weitere Fahrkarten für die Fahrradmitnahme notwendig (z. B. für Fahrten in den Verkehrsverbünden oder die Stellplatzreservierung im IC/EC zwischen Bremen Hbf und Norddeich Mole/Emden Außenhafen).
Weiterhin kann das Niedersachsen-Ticket im Anschluss an die Ländertickets der angrenzenden Bundesländer (Hessenticket, Sachsen- / Sachsen-Anhalt- / Thüringen-Ticket, Schleswig-Holstein-Ticket und „SchönerTagTicket NRW“) genutzt werden, ohne für den grenzüberschreitenden Streckenabschnitt ein zusätzliches Ticket lösen zu müssen. Das Quer-durchs-Land-Ticket ist meist günstiger als zwei Ländertickets, gilt aber nur in Zügen.

### Zeitkarten
Im Niedersachsentarif werden verschiedene Arten von Zeitkarten angeboten:
- Übertragbare/persönliche Wochen- und Monatskarten, auch als Jahres-Abonnement; erweiterbar als Abo-XL
- Wochen- und Monatskarten für Schüler/Praktikanten/Auszubildende, auch als Jahres-Abonnement
- U21Freizeitkarte Niedersachsen für Kinder und Jugendliche unter 21 Jahren als Monatskarte, auch als Jahres-Abonnement (seit 13. Dezember 2020).
- Bus/Schiene-Zeitkarten (nur für ausgewählte Strecken) wurden nur bis 31. Juli 2023 angeboten.

Zeitkarten im Niedersachsentarif berechtigen zu beliebig vielen Fahrten auf einer festgelegten Strecke. Monatskarten (auch im Abo) für Jedermann berechtigen an Samstagen, Sonntagen, an niedersächsischen Feiertagen und am 24. und 31. Dezember zur Mitnahme von einer Person sowie drei Kindern im Alter von 6 bis 14 Jahren.

#### Anschlussmobilität
Als optional zubuchbare Anschlussmobilität wird die Möglichkeit bezeichnet, zu Wochen- und Monatskarten sowie Abonnements (auch für Schüler und Auszubildende) des Niedersachsentarifs aufpreispflichtige integrierte Anschlusszeitkarten der regionalen Verkehrsverbünde und Tarifgemeinschaften zu erwerben, die in der Regel um ca. 50 % gegenüber dem regulären Preis ermäßigt sind. Dieses Angebot besteht mittlerweile für die meisten Angebote in Niedersachsen, in Bremen und Hamburg und in den Randgebieten von Nordrhein-Westfalen. Eine Gültigkeit im örtlichen Schienenpersonennahverkehr ist möglich, sofern dieser regulär Bestandteil der Angebote des regionalen Kooperationspartners ist.

#### Abo-XL
Seit dem 1. Januar 2018 bietet der Niedersachsentarif das Abo-XL als kostenpflichtige Erweiterung des regulären Jahres-Abonnements für Jedermann an. Für einen Aufpreis ab 9,90 Euro monatlich (Stand: Oktober 2020) kann damit der reguläre Geltungsbereich an Samstagen, Sonntagen, niedersächsischen Feiertagen, am 24. und 31. Dezember bis 3 Uhr morgens des Folgetages auf den gesamten Geltungsbereich des Niedersachsentarifs ausgedehnt werden. Die Mitnahmeregelung des Abos gilt dabei auch im erweiterten Geltungsbereich. Vor dem 14. Juni 2020 war der Gültigkeitszeitraum für die Ausweitung auf Samstag begrenzt.
Der Aufpreis ist abhängig von der gewählten Fahrtstrecke und fällt mit zunehmender Länge der Fahrtstrecke geringer aus. Eine Erweiterung von Schüler-Zeitkarten durch das Abo-XL ist nicht möglich. Ebenfalls ist die Nutzung von Bussen, Straßen- und U-Bahnen mit dem Abo-XL ausgeschlossen.

### Mitnahme von Fahrrädern und Tieren
Für die Mitnahme eines Fahrrades ist im Niedersachsentarif eine Fahrradtageskarte Niedersachsentarif für 5,50 Euro (Stand: 11. Dezember 2022) bzw. 6 Euro (Stand: 10. Dezember 2023) zu lösen, die einen Tag lang zur Mitnahme des Fahrrades auf beliebig vielen Fahrten berechtigt. Der Preis wurde am 15. Dezember 2024 auf 6,50 Euro angepasst. Weiterhin dürfen Fahrräder unter folgenden Umständen kostenfrei mitgenommen werden:
- Das Fahrrad ist demontiert, zur Fahrt untauglich und verpackt und kann wie Reisegepäck verstaut werden oder
- es handelt sich um ein zusammengeklapptes Fahrrad (dieses kann, aber muss nicht verpackt sein), das wie Reisegepäck verstaut werden kann oder
- es handelt sich um ein Kinderfahrrad, das von einem Kind unter 6 Jahren mitgenommen wird.

Bei Fahrten in den Verkehrsverbünden gelten für die Mitnahme von Fahrrädern teilweise andere Bedingungen, die zu beachten sind.
Für die IC/EC-Nutzung zwischen Bremen Hbf und Norddeich Mole bzw. Emden Außenhafen muss eine Fahrradtageskarte Niedersachsentarif und eine Stellplatzreservierung von der Deutschen Bahn gelöst werden.
Die Mitnahme von Hunden erfordert das Lösen einer Kinderfahrkarte für die entsprechende Strecke. Hunde müssen einen geeigneten Maulkorb tragen; davon ausgenommen sind Blindenführ- und Begleithunde von Fahrgästen im Besitz eines Schwerbehindertenausweises mit den Merkzeichen „B“ oder „Bl“. Außerdem müssen Hunde im Zug angeleint sein. Weiterhin können kleine Hunde und andere Haustiere, die in verschlossenen Behältnissen in Handgepäck-Größe befördert werden, kostenfrei mitgenommen werden.
Wegen der unterschiedlichen Geltungsbereiche von Niedersachsen-Ticket und Niedersachsentarif kann es vorkommen, dass für eine Verbindung durchgehend eine Fahrradtageskarte Niedersachsentarif ausreicht, der Reisende selbst aber Anschlusstickets benötigt. Beispiel: Für die Fahrt nach Paderborn genügt die Fahrradtageskarte Niedersachsentarif; das Niedersachsen-Ticket gilt aber nur bis Bad Pyrmont; für die Anschlussstrecke bis Paderborn ist ein zusätzlicher Fahrschein des Niedersachsentarifs notwendig.